# Cirys Dalmys Marcelo Feu
Cirys Dalmys Marcelo Feu (n. 1925) es un militar argentino, perteneciente al Ejército, que alcanzó la jerarquía de coronel. Ocupó el cargo de interventor federal de facto de la provincia de Corrientes durante un mes tras el golpe de Estado del 24 de marzo de 1976, que se dio lugar a la dictadura autodenominada «Proceso de Reorganización Nacional».
Tuvo cargos de comandancia militar en la provincia de Corrientes y fue acusado de crímenes de lesa humanidad por actos de terrorismo de Estado acontecidos en la dictadura militar.

## Carrera
Egresó del Colegio Militar de la Nación como Subteniente de Infantería.
Se venía desempeñando como comandante de Brigada de Infantería VII cuando, en consonancia con el golpe de Estado llevado a cabo por las fuerzas armadas a nivel nacional, el 24 de marzo de 1976, montó un operativo de seguridad en la Casa de Gobierno, en la capital de la provincia, Corrientes, para deponer al gobernador democrático Julio Romero, de quien dispuso su detención. Tras juramentar a su gabinete, ese mismo día se trasladó a poner en funciones al nuevo intendente designado de la capital. Su mando al frente de la gobernación de Corrientes duró casi un mes, entre el 24 de marzo y el 19 de abril de 1976, ya que fue reemplazado por Luis Carlos Gómez Centurión.
En 2014, fue detenido acusado de crímenes de lesa humanidad, siendo acusado, junto con otros militares, de torturas y vejaciones y, en ciertos casos, asesinato contra 102 personas entre 1976 y 1982. En 2015 se dictó la prisión preventiva por estos hechos. La causa se encuentra en juicio, a la espera de que se dicte sentencia.